# Zion yeNdaza
Zion yeNdaza eller Zion Apostolic Faith Mission Church är en pingstkyrka i Zimbabwe, bildad i mitten av 1920-talet av Andreas Shoko.
Efter Shokos död har en bitter släktfejd om ledarskapet för kyrkan utspelats, med politiska förvecklingar. 
Shokos äldste son Jameson åberopade en överenskommelse mellan fadern Andrew Shoko och ledarna för två sionistiska systerkyrkor, Samuel Mutendi och David Masuka som skrevs under den 27 september 1947. Enligt detta dokument ska ledarskapet för var och en av de tre kyrkorna ärvas av den döde biskopens första hustrus äldste son, som ska ordineras av ledarna för de två systerkyrkorna, Zion Apostolic Church och Zion Christian Church, vid den döde biskopens begravningsgudstjänst. Denna tolkning har fått stöd av ledningen för det ekumeniska rådet Apostolic Christian Council of Zimbabwe (ACCZ) som Zion yeNdaza tillhör. 
En yngre son, Ezra däremot hävdar att hans far både muntligen och skriftligen utsett honom till sin efterträdare och att han därför ordinerats till kyrkans ledare vid Andrew Shokos begravning, den 30 december 2012. Ezra anklagar också ACCZ för att utnyttja sina nära kopplingar till det styrande partiet Zanu-PF.